# Arya Stark
Arya Stark er en fiktiv person i den amerikanske forfatter George R. R. Martins fantasyserie A Song of Ice and Fire, Hun er en prominent karakter i romanerne, med tredjeflest kapitler set fra hendes synspunkt, og den eneste karakter der har optrådt i alle bøger af serien.
Stark blev introduceret i Kampen om tronen, som det tredje barn og yngste datter af Lord Eddard Stark og hans hustru Lady Catelyn Stark. Hun er en drengepige, egenrådig, hidsig, uafhængig og foragter traditionelle kvindelige sysler, og hun bliver ofte forvekslet med en dreng. Hun får et sværd, kaldet Needle, af sin halvbror Jon Snow og bliver trænet i Braavosi-sværdteknikker af Syrio Forel.
I HBO's Emmyvindende tv-serie Game of Thrones bliver rollen spillet af den engelske skuespiller Maisie Williams. Williams' præstation har modtaget stor ros fra kritikerne, særligt i anden sæson for hendes arbejde overfor den meget ældre skuespiller Charles Dance (der spillede Tywin Lannister), hvor Arya tjener som Tywins tjener, samt i den sidste sæson på trods af sæsonens blandede modtagelse. Hun er blandt de mest populære karakterer i både bogserie og tv-serien. Williams har været nomineret til Primetime Emmy Award for Outstanding Supporting Actress in a Drama Series for rollen i både 2016 og 2019. Sammen med resten af holdet fra serien har hun været nomineret til Screen Actors Guild Awards for Outstanding Performance by an Ensemble in a Drama Series i 2011, 2013, 2014, 2015, 2016 og 2017.